# Regina Grundmann
Regina Grundmann (* 1978) ist Professorin für Judaistik am Institut für Jüdische Studien an der Universität Münster.
Sie studierte Jüdische Studien, Neuere Deutsche Literaturwissenschaft und Romanische Philologie an der Heinrich-Heine-Universität in Düsseldorf und der Ruhr-Universität in Bochum. 2007 wurde sie in Bochum mit einer durch ein Stipendium der Studienstiftung des deutschen Volkes geförderten Arbeit über den Einfluss der Wissenschaft des Judentums auf Heinrich Heine und seine Transformation der jüdischen Tradition im Zeichen der Säkularisierung promoviert. Anschließend arbeitete sie als Wissenschaftliche Mitarbeiterin in dem DFG-Projekt „Der Renaissance-Prediger Judah Moscato: Kulturtransfer im neuen Stil“. Sie nahm 2009 den Ruf auf eine Juniorprofessur in Münster an und ist dort seit 2015 Professorin für Judaistik. Zu ihren Forschungsschwerpunkten gehören die Jüdische Religions- und Kulturgeschichte.

## Schriften (Auswahl)
- „Rabbi Faibisch, Was auf Hochdeutsch heißt Apollo“: Judentum, Dichtertum, Schlemihltum in Heinrich Heines Werk. Metzler, Stuttgart, Weimar 2008.
- Haggada als Poesie – Poesie als Offenbarung: Heinrich Heines Transformation der rabbinischen Überlieferung. In: Heine-Jahrbuch Jg. 45 (2006), S. 223–235.
- Hrsg. (zus. mit Assaad E. Kattan): Jenseits der Tradition? Tradition und Traditionskritik in den Religionen. De Gruyter. Berlin. Boston 2014.
- Hrsg. (zus. mit Bernd J. Hartmann und Daniel Siemens): „Was soll aus uns werden?“ Quellen und Forschungen zur Geschichte des Centralvereins deutscher Staatsbürger jüdischen Glaubens im nationalsozialistischen Deutschland. Metropol, Berlin 2018.

| Personendaten    | Personendaten                            |
| ---------------- | ---------------------------------------- |
| NAME             | Grundmann, Regina                        |
| KURZBESCHREIBUNG | deutsche Judaistin und Hochschullehrerin |
| GEBURTSDATUM     | 1978                                     |